# 臺中高等行政法院
24°07′38″N 120°40′08″E / 24.12722°N 120.66889°E
臺中高等行政法院，是中華民國的二級法院之一，屬於行政法院，台灣法界人士通常簡稱為中高行，以最高行政法院為上級審法院。

## 歷史
1930年代初，行政訴訟法及相關組織法公布施行，1933年正式成立行政法院，當時的行政訴訟制度採一級一審制，故只有設立行政法院一所，集初審、終審、事實審、法律審於一身。
1981年7月，司法院組成行政訴訟制度研究修正委員會，致力於行政訴訟制度之研修，並配合修正行政法院組織法，將審級制度由一級一審改為二級二審與一級一審併行之雙軌制，依修正草案規定，行政法院設中央行政法院與地區行政法院二級，並於省、直轄市及特別區域各設置地區行政法院。
- 1992年開始籌建「臺灣地區行政法院」，擇定地理位置適中，交通便利，台灣中部最大都市臺中市為設置地點。
- 1993年4月司法院為臺灣地區行政法院覓地，指示行政法院、臺灣高等法院臺中分院及臺中地方法院與國防部、陸軍總司令部、財政部等機關會商，決定將臺中市復興路、五權南路口的陸軍「戰基處」部分土地作為院址。
- 1994年7月20日完成土地及地上物點交。10月24日改由臺灣高等法院臺中分院辦理籌建，並成立「籌建臺灣地區行政法院興建委員會」，聘請東海大學建築研究所擬具建築規劃及競圖工作草案，最後由王昭藩建築師事務所設計監造。
- 1996年5月16日發包由德寶營造有限公司得標開工。
- 1997年臺灣省政府精省。
- 1998年10月2日立法院完成三讀之行政訴訟法，又改採雙軌制，回歸二級二審制，將行政法院分為最高及高等行政法院二級，不採中央及地區行政法院之劃分。
- 1999年11月3日三讀通過之行政法院組織法亦隨之修正。司法院遂規劃設置臺北、臺中及高雄等三所高等行政法院，原「臺灣地區行政法院」因而更名為「臺中高等行政法院」。
- 2000年7月1日司法院乃函令行政訴訟法及行政法院組織法施行，臺中高等行政法院正式成立。同日新建大樓正式啟用，與臺灣高等法院臺中分院合署辦公，為與自由路之臺中司法大廈區分，稱為臺中司法新廈。

## 歷任院長
| 任屆       | 姓名   | 任期                   |
| ---------- | ------ | ---------------------- |
| 第一任院長 | 簡朝振 | 2000.07.01～2006.06.30 |
| 第二任院長 | 林清祥 | 2006.06.30～2012.07.01 |
| 第三任院長 | 吳明鴻 | 2012.07.02～2016.06.15 |
| 第四任院長 | 許金釵 | 2016.06.15～2022.03.21 |
| 第五任院長 | 沈應南 | 2022.03.21～迄今       |

## 管轄
土地管轄
苗栗縣、臺中市、彰化縣、雲林縣及南投縣，總面積約10,506平方公，總人口約5,777,006人（2021年8月）。
事務管轄
- 在三級二審行政訴訟制度下，高等行政法院地方行政訴訟庭審理事件如下：

1. 訴訟標的金額或價額在150萬元以下，超過50萬元的通常訴訟程序事件之第一審。
2. 簡易訴訟程序事件（即訴訟標的金額或價額在新臺幣50萬元以下，或因不服行政機關所為告誡、警告、記點、記次、講習、輔導教育或其他相類之輕微處分而涉訟者，或關於內政部移民署之行政收容事件，或合併請求損害賠償或其他財產上給付者）之第一審。
3. 交通裁決事件（即不服裁決所或監理所作成之裁決而提起訴訟之事件）之第一審。
4. 與前述三種事件相關之保全證據事件及保全程序事件。
5. 收容聲請事件之第一審。
6. 提審聲請事件之第一審。
7. 公民投票訴訟起訴前及起訴後遇有急迫情形之保全證據聲請事件。
8. 行政訴訟強制執行事件。

- 高等行政法院高等行政訴訟庭審理事件如下：

1. 訴訟標的金額或價額超過150萬元及其他事件的通常訴訟程序事件。
2. 都市計畫審查程序事件之第一審。
3. 與前述二種事件相關之保全證據事件及保全程序事件。
4. 不服高等行政法院地方行政訴訟庭之裁判而上訴或抗告之第二審事件。
5. 對於高等行政法院高等行政訴訟庭所為之第二審裁判，不得再提起上訴或抗告；高等行政法院高等行政訴訟庭受理前開上訴或抗告事件，認有確保裁判見解統一之必要者，應以裁定移送最高行政法院裁判之，程序上並準用行政法院組織法大法庭相關規定。

## 組織
- 院長

### 審判
- 審查庭
- 審判庭

### 行政
- 司法事務官室
- 書記處
  - 紀錄科
  - 審查科
  - 文書科
  - 研究發展考核科
  - 總務科
  - 訴訟輔導科
  - 法警室
  - 法官助理室
- 人事室
- 會計室
- 統計室
- 政風室
- 資訊室

### 各類委員會
- 職務評定委員會
- 法官自律委員會
- 考績委員會
- 甄審委員會
- 國家賠償事件處理委員會
- 性騷擾申訴調查委員會

## 交通

### 臺鐵
可於台鐵五權車站下車步行抵達，或於臺中火車站下車搭乘公車（請參考下列臺中市公車客運參考表），或計程車（約10分鐘）至臺中高等行政法院。

### 高鐵
於臺中站（烏日站）下車，轉乘公車、計程車（約25分鐘）至臺中高等行政法院。
由「高鐵臺中站」大廳層至1樓客運轉運站，前往公車月台，可搭乘：
- 臺中客運82、101、102號公車至「高等法院臺中分院」站下車。
- 統聯客運(中臺灣客運)125號公車至「高等法院臺中分院」站下車。
- 巨業客運166號公車至「公共資訊圖書館（復興路）」站下車。

於臺中站下車，由臺鐵「新烏日站」至臺中火車站再轉乘公車、計程車抵達本院。

### 公車、客運
| 客運公司 | 站名                                            | 公車號數     | 搭乘地點             |
| -------- | ----------------------------------------------- | ------------ | -------------------- |
| 臺中客運 | 高等法院臺中分院                                | 82、101、102 | 臺中火車站(臺灣大道) |
| 臺中客運 | 高等法院臺中分院                                | 60           | 臺中火車站(復興路)   |
| 臺中客運 | 公共資訊圖書館（建成路）                        | 35           | 臺中火車站(臺灣大道) |
| 仁友客運 | 高等法院臺中分院                                | 105          | 臺中火車站(臺灣大道) |
| 統聯客運 | 中台灣客運 公共資訊圖書館（五權南路）           | 31           | 臺中火車站(臺灣大道) |
| 統聯客運 | 中台灣客運 高等法院臺中分院                     | 125          | 臺中火車站(臺灣大道) |
| 統聯客運 | 中台灣客運 公共資訊圖書館（復興路）（五權南路） | 281          | 臺中火車站(臺灣大道) |
| 豐榮客運 | 公共資訊圖書館（復興路）                        | 89           | 臺中火車站(復興路)   |
| 巨業交通 | 公共資訊圖書館（復興路）                        | 166          | 臺中火車站(臺灣大道) |

### 自行開車
- 行駛國道1號：
  - 中港交流道下（178K），循臺灣大道往臺中市區方向（即東方）直行→右轉五權路直走，經地下道過復興路，右側方即為本院。
  - 南屯交流道下（181K），循五權西路往臺中市區方向（即東方）直行→五權西路與五權路交叉路口右轉，直走經地下道過復興路，右側方即為本院。
  - 王田交流道下（189K），循中山路往臺中市區方向（即東方）直行→接復興路，在復興路與五權南路交叉路口右轉，即可抵達本院。
- 行駛國道3號：
  - 由中投交流道下（209K）→上中投公路往臺中市方向（即北方）直行→下中投公路，接五權南路，過建成路（南平路），左側方即為本院。

## 外部連結
- 臺中高等行政法院 （页面存档备份，存于）（中文）（英文）